# Wleń
Wleń ['vlɛɲ], tyska: Lähn, är en småstad i sydvästra Polen, belägen i distriktet Powiat lwówecki i Nedre Schlesiens vojvodskap, vid floden Bóbr 15 kilometer norr om Jelenia Góra. Tätorten hade 1 801 invånare i juni 2014 och är centralort i en stads- och landskommun med totalt 4 352 invånare samma år.